# Мэллой, Дэн
Дэннел Патрик «Дэн» Мэллой (англ. Dannel Patrick «Dan» Malloy; род. 21 июля 1955, Стэмфорд, Коннектикут) — американский политик, представляющий Демократическую партию. 88-й губернатор штата Коннектикут (2011—2019).

## Биография

### Ранние годы, образование и карьера
Дэн Мэллой родился и вырос в Стэмфорде, штат Коннектикут. Он младший из восьми детей Уильяма и Агнес Иган Мэллой. В детстве он страдал расстройствами обучения и координации движений. До пятого класса он не умел завязывать шнурки, а учителя начальной школы признали его умственно отсталым. В конечном итоге Мэллою был поставлен диагноз дислексия, и он приобрёл навыки, необходимые для успешного обучения. Мэллой не пишет и не печатает, а также редко читает по бумажке на публике, но чрезвычайно развил свою память.
Мэллой с отличием окончил Бостонский колледж, где познакомился со своей будущей женой Кэти, а позже получил юридическое образование в юридической школе Бостонского колледжа.
После сдачи экзамена на адвоката, Мэллой с 1980 по 1984 год работал помощником окружного прокурора в Бруклине, Нью-Йорк. Впоследствии, в 1984—1995 годах, он был партнёром в стэмфордской юридической фирме Abate and Fox. С 1983 по 1994 год Мэллой был членом финансового совета Стэмфорда.

### Политическая карьера
В 1995 году Мэллой стал мэром Стэмфорда, победив на выборах действующего мэра республиканца Стэнли Эспозито. Приоритетом своей деятельности на посту мэра Мэллой сделал снижение уровня преступности. В 2009 году Стэмфорд вошёл в десятку самых безопасных городов США и в тройку самых безопасных в северо-восточном регионе.
В 2004 году Мэллой выставил свою кандидатуру на пост губернатора штата, однако 8 августа 2006 года проиграл праймериз мэру Нью-Хейвена Джону Де Стефано.
3 февраля 2009 года Мэллой вновь решил бороться за пост губернатора, а затем объявил, что не намерен баллотироваться на пост мэра Стэмфорда. 10 августа 2010 года он выиграл праймериз, а на всеобщих выборах, состоявшихся 2 ноября 2010 года, Мэллой победил республиканца Томаса Фоли (49,51 % и 48,95 % голосов соответственно).

### Личная жизнь
Дэн и Кэти Мэллой поженились в 1982 году. У них трое детей: Бэн, Дэннел и Сэм.